# FC Thy-Thisted Q
FC Thy-Thisted er en dansk kvindefodboldklub fra den nordjyske by Thisted der spiller i Elitedivisionen og har hjemmebane på Sparekassen Thy Arena; bedre kendt som Lerpytter Stadion.
FC Thy-Thisted Q bygger oven på FC Thy Piger, som også er en overbygning mellem de samme 5 klubber. FC Thy Piger driver pigefodbold fra U13-U18. FC Thy Piger har desuden ungdomslicens, og spiller med i U18DM rækken.

## Klubbens historie
FC THY – Thisted Q er stiftet i 2017, som en overbygningsaftale mellem Nors B, Klodby-Hørdum IF, IF Nordthy, Frøstrup-Hannæs IF og Thisted FC. Før 2017 spillede kvindeholdet under Thisted FC, hvor holdets bedste indplacering har været i 1. division. I 2017 begyndte FC Thy Piger for første gang at aflevere U18 spillere op i seniorafdelingen, og derfor var det naturligt, at arbejdet i den eksisterende overbygningsaftale omkring FC THY Piger blev udvidet med seniorafdelingen, som bestod af førsteholdet i 1. division og 2. holdet i Jyllandsserien. 1. holdet havde i foråret 2017 reddet sin eksistens i 1. division, selv om holdet lå håbløst til nedrykning ved julepausen. Torben Overgaard overtog cheftrænerposten omkring holdet, og ved pressemødet omkring lanceringen af FC Thy – Thisted Q fremlagde ledelsen en vision 2020, som noget ambitiøst indeholdt en vision om oprykning til landets bedste kvindelige række Elitedivisionen i 2020.
Torben Overgaard og holdet ville det dog anderledes, så efter et flot efterår kvalificerede holdet og Vildbjerg SF, sig til kvalifikationsligaen i foråret 2018.
Men det skulle hurtigt vise sig, at holdet hen over vinteren igen havde flyttet sig markant. Så efter et flot og spændende forår, stod holdet i den tredje sidste spillerunde med mulighed for at sikre en historisk oprykning. En sejr mod Vejle BK ville sende holdet i ligaen for første gang. Kampen i Vejle endte med en sikker 3-0 sejr til holdet. Desuden vandt klubben også kvalifikationsligaen og fik ubesejret igennem hele foråret.
Med oprykningen sikret, skulle nye krav skulle også opfyldes, licens skulle godkendes, forretningsplan skulle godkendes inden holdet i august 2018 skulle spille deres første ligakamp nogensinde. I første kamp mødte holdet Odense Q på hjemmebane i Sparekassen Thy Arena, og med en fantastisk gejst efter at have været ubesejret i foråret kampene, vandt holdet kampen 3-2. Resten af efteråret bliver ren overlevelse, og da holdet havde spillet alle 14 kampe, nåede de lige med nød og næppe fri af nedrykningsstreget og kvalificerede sig til forårets medaljeslutspil. Kampene i medaljeslutspillet i foråret 2019, bliver ikke til det store og holdet ender samlet på en 6. plads i deres første sæson i ligaen.
I klubbens anden sæson i ligaen, går det endnu bedre end forventet. Klubben havde forinden hentet den tidligere dansk landsholdspiller og EM-sølvvinder fra 2017 Sarah Dyrehauge til klubben fra Fortuna Hjørring. Samtidig blev det også til debut på det danske U/23-landshold for en af klubbens store profiler Rikke Dybdahl i november 2019, samt en indkaldelse af målmand Maja Bay Østergaard. Holdet endte denne sæson på en samlet fjerde plads og nåede også finalen i Sydbank Kvindepokalen 2019-20, men tabte i finalen til FC Nordsjælland, med cifrene 0-1. I november annoncerede klubben at cheftræner Torben Overgaard, stoppede ved årskiftet 2021. Afløseren blev tidligere cheftræner for Vejle BK's damehold, Allan Drost.
I 2020-21 sæsonen nåede holdet med i slutspillet, top 6, og vandt for første gang pokalturneringen med finale sejr over Brøndby IF.

## Resultater
- DBUs Landspokalturnering for kvinder:
  - Vinder (1): 2021

- - Finalist (2): 2020, 2022

## Placeringer
| Sæson   | Række                   | Pos. | Kampe | V | U | T  | MF | MI | Point | Cup        |
| ------- | ----------------------- | ---- | ----- | - | - | -- | -- | -- | ----- | ---------- |
| 2017-18 | 1. div                  | Guld | 10    | 7 | 3 | 0  | 27 | 12 | 24    |            |
| 2018-19 | 3F-Ligaen               | 6.   | 14    | 2 | 2 | 10 | 21 | 43 | 8     | 1/8 finale |
| 2019-20 | Gjensidige Kvindeligaen | 4.   | 14    | 5 | 6 | 3  | 34 | 28 | 21    | Sølv       |
| 2020-21 | Gjensidige Kvindeligaen | 6.   | 14    | 4 | 4 | 6  | 18 | 32 | 16    | Guld       |

## Stadion
- Navn: Sparekassen Thy Arena
- By: Thisted
- Kapacitet: 4.000
- Adresse: Lerpyttervej 37, 7700 Thisted

## Aktuel trup
Oversigten er opdateret til og med 21. august 2024
| Nr. | Land    | Position | Spiller                  |
| --- | ------- | -------- | ------------------------ |
|     |         |          |                          |
| 3   | Danmark | MI       | Michelle Sandfeld        |
| 4   | Danmark | FO       | Camilla Hjortsø          |
| 5   | Danmark | MI       | Mathilde Gaarn Hansen    |
| 6   | Danmark | AN       | Mathilde Mikkelsen       |
| 7   | Danmark | MI       | Josefine Sunesen         |
| 8   | Danmark | AN       | Vibeke Lindekrantz       |
| 9   | Schweiz | MI       | Sarina Heeb              |
| 10  | Estland | MI       | Liisa Merisalu           |
| 12  | Danmark | FO       | Line Saustrup Kristensen |

| Nr. | Land    | Position | Spiller                 |
| --- | ------- | -------- | ----------------------- |
| 13  | Danmark | FO       | Alberte Christensen     |
| 14  | Danmark | AN       | Naja Jensen             |
| 18  | Danmark | FO       | Emilie Dolleris Billing |
| 20  | Danmark | MM       | Liva Petersson          |
| 23  | Danmark | MI       | Emilie Fink             |
| 24  | Danmark | FO       | Janni Nystrup           |
| 26  | Danmark | MI       | Anna Østergaard         |
| 27  | Danmark | MI       | Anna Givskov            |
| 28  | Danmark | MI       | Stine Henriksen         |

## Trøje- og hovedsponsor
| Periode | Trøjesponsor | Hovedsponsor |
| ------- | ------------ | --- |
| 2017-   | Adidas       | Sparekassen Thy Arkiveret 13. maj 2020 hos Wayback Machine Thisted Forsikring Arkiveret 15. juli 2019 hos Wayback Machine |

## Ekstern henvisninger
- FC Thy-Thisted Q's Kvinders officielle hjemmeside Arkiveret 13. januar 2020 hos  Wayback Machine
- FC Thy-Thisted Q profil på Soccerway